# Movimento operário
Movimento operário, trabalhismo ou laborismo é a organização coletiva de trabalhadores para a defesa de seus próprios interesses, particularmente (mas não apenas) através da implementação de leis específicas para reger as relações de trabalho. Em sentido amplo, abrange o conjunto dos fatos políticos e organizacionais relacionados ao mundo do trabalho e à vida política, social e econômica dos trabalhadores assalariados (também referidos como operários ou proletários).
O movimento teve sua origem na Revolução Industrial, quando surgiram as fábricas e as condições de trabalho eram frequentemente desumanas. Revoltados, grupos de artesãos atacavam as fábricas, quebrando as máquinas. Desse mesmo modo também foi a reação dos operários jogados na miséria pelas primeiras crises de desemprego. Depois de algum tempo, os operários começaram a perceber que o problema não estava nas fábricas, nem nas máquinas em si, mas sim na forma como a burguesia havia organizado os meios de produção. No início do século XIX, na Inglaterra, o movimento dos trabalhadores fez-se sentir por meio de demonstrações em massa, como motins e petições. Foi nesse século que os sindicatos surgiram como uma nova força no cenário político, desempenhando um papel fundamental ao permitir a negociação de acordos coletivos com os empregadores e defendendo a criação e/ou manutenção de direitos laborais.
Ao longo da história, o movimento foi responsável por conquistas de inúmeros direitos, como a jornada de trabalho de oito horas, a proibição do trabalho infantil, a segurança no trabalho e o direito à organização de sindicatos.

## História

### Origens
O movimento operário tem suas origens na Europa durante o Revolução Industrial do final do século XVII e início do século XIX, quando empregos na indústria agrícola e caseira desapareceram e foram substituídos com a mecanização e industrialização que mudaram os empregos para áreas mais industriais como cidades fábricas, causando um influxo de mão de obra pouco qualificada e um declínio concomitante nos salários reais e nos padrões de vida dos trabalhadores nas áreas urbanas. Antes da Revolução Industrial, as economias da Europa eram dominadas pelo sistema guilda que se originou no Idade Média. Esperava-se que as guildas protegessem os interesses dos proprietários, trabalhadores e consumidores através da regulamentação de salários, preços e práticas comerciais. No entanto, à medida que o sistema de guildas cada vez mais desigual e oligárquico se deteriorou nos séculos XVI e XVII, formações espontâneas de oficiais dentro das guildas, ocasionalmente, agiriam juntas para exigir melhores salários e condições, sendo que esses agrupamentos podem ser considerados os precursores do movimento operário moderno. Estas formações foram sucedidas por sindicatos formandos na Grã-Bretanha no século XVIII. Porém, sem as contínuas pressões tecnológicas e comerciais internacionais durante a Revolução Industrial, esses sindicatos permaneceram esporádicos e localizados apenas em certas regiões e profissões, e ainda não havia impulso suficiente para a formação de um movimento operário generalizado e abrangente. Portanto, o movimento operário é geralmente marcado como começando simultaneamente com a Revolução Industrial no Reino Unido, aproximadamente em torno de 1760-1830.

### Século XIX
Os tecelões escoceses de Glasgow entraram em greve por volta de 1805, exigindo a aplicação das antigas leis elisabetanas que autorizavam os magistrados a corrigir salários para cobrir os custos de vida. No entanto, após três semanas, a greve terminou quando a polícia prendeu os líderes da greve. Um estímulo renovado ao movimento operário organizado no Reino Unido remonta a 1808, com o fracasso da "Lei do Salário Mínimo" no parlamento, que os apoiantes viam como uma contramedida necessária para a pobreza endêmica entre as classes operárias da Grã-Bretanha industrial. Depois do fracasso da Lei do Salário Mínimo ter demonstrado o compromisso do governo britânico com o laissez-faire, os trabalhadores começaram a expressar o seu descontentamento sob a forma das primeiras greves em grande escala nos novos distritos fabris. Em poucos dias, mais de 15.000 tecelões começariam a fazer greve em Manchester, resultando na morte de um grevista e no vandalismo em massa de máquinas. A agitação não terminou até que foi acordado que os tecelões receberiam um aumento de 20% nos salários. Em 1813 e 1814, o parlamento finalmente revogaria a última das leis da era elisabetana, conhecida como leis do aprendiz, que se destinava a proteger os salários e o emprego, mas que também havia caído em grave desuso muitas décadas antes.
O Reino Unido assistiu a um número crescente de greves em grande escala, principalmente no Norte. Primeiro, em 1810, uma greve geral foi convocada entre os mineiros de Northumberland e Durham e, mais tarde, em 1812, uma greve geral entre os tecelões foi convocada na Escócia, depois que os empregadores se recusaram a instituir escalas salariais. Estes ataques no extremo norte da Grã-Bretanha falharam devido à repressão da polícia e dos militares. Em 1811, em Nottinghamshire, um novo movimento conhecido como Ludita, ou movimento destruidor de máquinas, começou. Em resposta ao declínio dos padrões de vida, os trabalhadores de todas as Midlands inglesas começaram a sabotar e destruir as máquinas utilizadas na produção têxtil. Como a indústria ainda era descentralizada na altura e o movimento era secreto, nenhum dos líderes foi apanhado e os empregadores da indústria têxtil de Midlands foram forçados a aumentar os salários.
Em 1812, foi formada a primeira sociedade radical, socialista e favorável ao movimento operário, a "Sociedade de Filantropos Spenceanos", em homenagem ao agitador social radical Thomas Spence. Spence, panfletário em Londres desde 1776, acreditava na distribuição socializada de terras e na transformação da Inglaterra em um governo federalizado baseado em comunas paroquiais democraticamente eleitas. A sociedade era pequena e tinha apenas uma presença limitada na política inglesa e, mesmo antes da morte de Spence em 1814, outros líderes como Henry Hunt, William Cobbet e Lorde Cochrane, conhecidos como radicais, ascenderam à liderança do movimento operário exigindo a redução de impostos, a abolição das pensões e sinecuras e o fim dos pagamentos da dívida de guerra. Este radicalismo só aumentou no rescaldo do fim das Guerras Napoleônicas, quando uma crise econômica geral em 1815 levou a um renascimento da política de apoio ao movimento operário. Durante este período, metade dos salários de cada trabalhador foi tributada, o desemprego aumentou enormemente assim como os preços dos alimentos.
Após a aprovação das Leis dos Cereais, que proibiam a importação de cereais baratos, em benefício da elite proprietária de terras e em detrimento dos trabalhadores, houve tumultos em massa em toda a Grã-Bretanha. Muitos artigos do operariado começaram a ser publicados e recebidos por um público amplo. Estes incluíam o Weekly Political Register de Cobbet, The Black Dwarf de Thomas Wooler e o Reformists's Register de William Hone. Hunt fez um discurso para um grande público em Londres, tratando de questões como o sufrágio universal e as Leis dos Cereais. Durante seu discurso, um grupo de "spenceanos" iniciou uma série de motins, mais tarde conhecidos como os motins de Spa Fields, durante os quais os manifestantes invadiram lojas de armeiros e tentaram ultrapassar a Torre de Londres. Os motins levaram a uma repressão do governo à agitação em 1817, conhecida como Leis da Mordaça, que incluiu a supressão da Sociedade de Filantropos Spenceanos, uma suspensão de habeas corpus e uma extensão do poder aos magistrados que deu-lhes a capacidade de proibir reuniões públicas. Em protesto contra as Leis da Mordaça, bem como contra as más condições de trabalho na indústria têxtil, trabalhadores em Manchester tentaram marchar sobre Londres para entregar petições numa manifestação conhecida como Marcha dos Blanketeers. Os Blanketeers, nomeados devido aos cobertores (em inglês: blankets) que trouxeram para dormir na beira da estrada durante a viagem, foram, no entanto, interceptados, com a maioria dos participantes sendo presos ou expulsos pelos militares britânicos.
Deste ponto em diante, o governo britânico também começou a usar espiões contratados e agentes provocadores para perturbar o movimento operário, prender radicais e orquestrar incidentes violentos que virariam a opinião pública contra os trabalhadores. O caso inicial mais infame de espionagem do governo foi o do espião William J. Oliver que, em 1817, incitou e encorajou um levante armado em Derbyshire, conhecido como Levante de Pentrich, que levou a liderança a ser indiciada por traição e executada. Um incidente semelhante foi inventado pelo espião do governo George Edwards em 1820, onde ele convenceu vários spenceanos a concordar em participar da Conspiração da Rua Cato, um suposto plano para assassinar os membros do gabinete britânico.
Apesar da repressão governamental, o movimento operário na Grã-Bretanha continuou, e 1818 marcou uma nova rodada de greves, bem como a primeira tentativa de estabelecer um único sindicato nacional que abrangesse todos os ofícios, liderado pelo ativista John Gast e denominado "Hércules Filantrópico". Embora este empreendimento tenha fracassado rapidamente, a agitação política e as manifestações aumentaram em popularidade em toda a Grã-Bretanha industrial, culminando em 1819 com um incidente no campo de São Pedro, em Manchester, conhecido como o Massacre de Peterloo. Durante este evento, cavalarias atacaram os participantes de uma multidão composta por cerca de 80.000 pessoas que se reuniram para demonstrar legalmente o apoio aos reformadores políticos e ouvir um discurso de Henry Hunt. O ataque resultou em 18 mortes e 500 feridos, todos sofridos por parte dos manifestantes. O governo britânico respondeu com outra rodada de medidas draconianas destinadas a reprimir o movimento operário, conhecidas como as Seis Leis.
Em 1819, Francis Place iniciou um movimento de reforma com o objetivo de pressionar o parlamento para abolir as Leis de Combinação anti-sindicais. Os sindicatos foram legalizados nas Leis de Combinação de 1824 e 1825, no entanto, algumas ações sindicais, como atividades anti-fura-greve, foram restringidas.
O cartismo foi possivelmente o primeiro movimento operário de massa do mundo, originado na Inglaterra em meados do século XIX, entre 1838 e 1848. Seu nome vem da Carta do Povo de 1838, que estipulou os seis objetivos principais do movimento:
- Sufrágio para todos os homens com 21 anos ou mais;
- Voto secreto;
- Distritos eleitorais de tamanhos iguais;
- Pagamento aos membros do Parlamento;
- Fim da necessidade de qualificação de propriedade para o Parlamento;
- Eleição anual do Parlamento.

Eventualmente, depois que o cartismo desapareceu, a Grã-Bretanha adotou as primeiras cinco reformas. O movimento cartista teve um impacto duradouro no desenvolvimento do movimento operário político.
A Associação Internacional dos Trabalhadores, a primeira tentativa de coordenação internacional, foi fundada em Londres em 1864. As principais questões incluíam o direito dos trabalhadores de se organizarem e o direito a uma jornada de trabalho de oito horas. Em 1871, os trabalhadores na França rebelaram-se e a Comuna de Paris foi formada. A partir de meados do século XIX, o movimento operário tornou-se cada vez mais globalizado.
O movimento ganhou grande impulso durante o final do século XIX e início do século XX a partir da tradição da Doutrina Social da Igreja Católica que começou em 1891 com a publicação do documento fundacional do Papa Leão XIII, Rerum Novarum, também conhecido como "Sobre a Condição das Classes Trabalhadoras", onde defendeu uma série de reformas, incluindo limites à duração da jornada de trabalho, um salário mínimo, a eliminação do trabalho infantil, os direitos dos trabalhadores de se organizarem e o dever do Estado de regular as condições de trabalho.
Na Grã-Bretanha, o termo "novo sindicalismo" foi usado na década de 1880 para descrever uma forma inovadora de sindicalismo. Os novos sindicatos eram geralmente menos exclusivos do que os sindicatos artesanais e tentavam recrutar uma vasta gama de trabalhadores. Eles recrutaram trabalhadores não qualificados e semiqualificados, como estivadores, marinheiros, trabalhadores do gás e trabalhadores em geral. Para encorajar a adesão de mais trabalhadores, estes novos sindicatos mantiveram as suas taxas de adesão e contribuições a um nível relativamente baixo. Alguns novos sindicatos, como o Sindicato dos Portuários e os Trabalhadores do Gás, desenvolveram-se na direção do sindicalismo geral.
Em todo o mundo, a ação do movimento operário resultou em reformas e nos direitos laborais, tais como o fim de semana de dois dias, o salário mínimo, férias remuneradas e a conquista da jornada de oito horas para muitos trabalhadores. Houve muitos ativistas sindicais importantes na história moderna que causaram mudanças que foram revolucionárias na altura e que agora são consideradas básicas. Por exemplo, Mary Harris Jones e o Conselho Católico de Bem-estar Nacional foram importantes na campanha para acabar com o trabalho infantil nos EUA durante o início do século XX.

## No Brasil
O movimento operário no Brasil teve origem durante o período da industrialização no final do século XIX. Assim como em outros países, os trabalhadores brasileiros enfrentaram condições de trabalho desfavoráveis, baixos salários e falta de proteção social.
Os primeiros movimentos organizados surgiram no contexto das greves e revoltas de trabalhadores fabris, principalmente nas áreas urbanas industrializadas como São Paulo e Rio de Janeiro. Uma das primeiras grandes greves ocorreu em 1917, na cidade de São Paulo, conhecida como a greve geral de 1917.
Durante as décadas seguintes, o movimento operário se fortaleceu com a formação de sindicatos e associações de trabalhadores em diferentes setores da economia. O crescimento da indústria e a urbanização do país contribuíram para o aumento da organização e mobilização dos trabalhadores.
Na década de 1930, o governo de Getúlio Vargas implementou políticas que reconheceram os sindicatos e concederam alguns direitos aos trabalhadores, como a regulamentação da jornada de trabalho e a criação da Justiça do Trabalho. Esse período também viu a ascensão do movimento sindical ligado ao Estado.
Durante a ditadura militar (1964-1985), sindicatos foram reprimidos e muitos líderes sindicais perseguidos, presos ou exilados devido ao anticomunismo do governo da época. No entanto, o período também testemunhou a resistência dos trabalhadores, com greves e manifestações.
Na década de 1980, com o processo de redemocratização do Brasil, o movimento sindical ressurgiu com força, liderando mobilizações populares por direitos democráticos e sociais. Nesse período, foi criada a Central Única dos Trabalhadores (CUT), que se tornou uma das principais organizações sindicais do país.
Desde então, o movimento operário no Brasil continuou a desempenhar um papel importante na luta por melhores condições de trabalho, salários dignos e direitos sociais.

### Consolidação no Brasil
Com base nas reinvindicações do movimento operário, no Brasil se desenvolveu o trabalhismo como uma ideologia política e econômica. O trabalhismo se originou a partir das ideias de Vargas, que governou o país de 1930 a 1945 e de 1951 a 1954. O trabalhismo surgiu tendo como principal objetivo a defesa dos direitos dos trabalhadores e a promoção do desenvolvimento econômico com justiça social. Entre suas características estão o nacionalismo econômico, a proteção social, o corporativismo, o populismo e o desenvolvimentismo.
O trabalhismo teve, por expoentes teóricos, Alberto Pasqualini e San Tiago Dantas. Pasqualini rejeitou o socialismo revolucionário e fez a defesa da economia de mercado, mas, inspirado pelo solidarismo católico, ainda que agnóstico na sua vida pública, considerou que todo lucro deve corresponder a um ganho social, chegando a utilizar o termo "capitalismo solidarista" como sinônimo de trabalhismo. Considerando a liberdade e a solidariedade os dois valores fundamentais de uma sociedade, enxergava a possibilidade de transformações sociais através da mudança de mentalidade, que seria possível pela política de educação pública.
As raízes do movimento trabalhista remetem ao sindicalismo dos operários fabris, no começo do século XX, e o tenentismo dos anos 1920, movimento formado por oficiais militares de baixa patente que reivindicava o voto secreto, o sufrágio feminino e a reforma educacional.
Em 1929, os tenentistas juntaram-se à Aliança Liberal, que também contava com o apoio de Alberto Pasqualini, opondo-se à "república do café-com-leite", em que cafeicultores mineiros e paulistas alternavam-se na presidência. Formalmente, o trabalhismo começou propriamente em 1948, com a fundação do Partido Trabalhista Brasileiro (PTB, 1945-1964) sob a inspiração de Vargas. Contudo, Pasqualini, senador pelo partido, e seus seguidores, chamados de "pasqualinistas", constituíram uma vertente sólida, de passado não-varguista, e crítica à figura de Getúlio.
Durante as décadas de 1950 e 1960, o trabalhismo enveredou como a principal vertente da esquerda moderada na política brasileira, atraindo setores e eleitores que não se identificavam nem com a direita nem com o comunismo.

Nesse sentido, vale citar a definição de trabalhismo dada por Leonel Brizola, em um texto publicado durante sua campanha nas eleições gerais de 1958:
“Entre outras coisas cumpre dizer que o trabalhismo é nacionalista, o comunismo é internacional; o comunismo é materialista, o trabalhismo se inspira na Doutrina Social Cristã; o comunismo é a abolição da propriedade, o trabalhismo defende a propriedade dentro de um fim social; o comunismo escraviza o homem ao Estado e prescreve o regime de garantia do trabalho, o trabalhismo é a dignificação do trabalho e não tolera a exploração do homem pelo Estado nem do homem pelo homem; o comunismo educa para formar uma sociedade de formigas, o trabalhismo educa para o progresso, para a liberdade, para a elevação da pessoa humana. O comunismo existe onde pontifica o capitalismo reacionário e explorador e desaparece nas comunidades e países bem organizados sob o ponto de vista social e humano.”
Ainda na década de 1960, o trabalhismo já experimentara cisões, como a do Movimento Trabalhista Renovador de Fernando Ferrari. A partir do fim da década de 1970, o PTB encontrou-se cindido politicamente, por grupos que disputaram o controle da sigla. Em 1980, por decisão do Tribunal Superior Eleitoral, Ivette Vargas ganhou a disputa, e obteve o controle do PTB, resultando na confluência dos trabalhistas mais à esquerda fundando o Partido Democrático Trabalhista, liderados por Brizola, e outros grupos menores se organizando no Partido Trabalhista do Brasil (PTdoB, atualmente Avante) e no Partido Trabalhista Nacional (PTN, atualmente Podemos).